# Пратас
Пратас (англ. Pratas), також Дунша (東沙島) — атоловий архіпелаг на півночі Південно-Китайського моря. Острови контролюються Республікою Китай (Тайвань), але на них і їхню акваторію претендує Китайська Народна Республіка.

## Географія
Острови являють собою групу з трьох коралових атолів, що розташовані приблизно за 850 км на південний захід від Тайваню і приблизно в 340 км на південний схід від Гонконгу.
Архіпелаг складається з групи коралових рифів і підводних гірських вершин, розкиданих на території довжиною 150 кілометрів і шириною 30 кілометрів. Головний острів Пратас має площу близько 1,74 км² і близько 2,8 км в довжину при ширині близько 0,9 км. Це єдиний острів над поверхнею води, інші атоли Північний Верекер і Південний Верекер знаходяться під водою на глибині 11 і 58 метрів відповідно.

## Історія
У 1800 році на острові зазнав аварії корабель Ост-Індської компанії ««Earl Talbot»», весь екіпаж загинув. У 1851 році британський гвинтовий шлюп HMS «Reynard» зазнав аварії на південно-східному вигині атолу Пратас, коли йшов на допомогу іншому судну, що зазнало аварії; весь екіпаж врятовано. У 1860-х роках Управління колоній Британії планувало побудувати на острові маяк, але було вирішено, що вартість надто висока, і незрозуміла юрисдикція острова.
У 1858 році дослідницьке судно Королівського флоту HMS Saracen завершило перше детальне дослідження атолу, в результаті чого британське адміралтейство опублікувало «План рифу Пратас і острова Дж. Річардса та інших у квітні 1858 року». Дослідження вказує на регулярне використання бухти острова рибальськими та іншими невеликими суднами, які шукають укриття. У 1866 році натураліст Катберт Коллінгвуд відвідав острів Пратас і пізніше опублікував його опис.
У 1908—1909 роках японський бізнесмен Нісідзава Йосізі заснував станцію збору гуано. Він зруйнував місцеві рибальські будівлі, розкопав могили та висипав у море кістяний попіл китайських рибалок, а атол перейменував у «Острів Нісідзава». Після дипломатичного протистояння суверенітет Китаю було відновлено, і Нісізава пішов, отримавши компенсацію від уряду провінції Гуандун і після сплати компенсації за знищення храму китайських рибалок.
Японські війська окупували острів Пратас під час Другої світової війни. Японський флот використовував острів як метеостанцію та пост прослуховування. 22 травня 1944 року японський канонерський човен «Гасідате» був торпедований і потоплений американським підводним човном USS Picuda біля острова Пратас, під час буксирування виведеного з ладу пасажирсько-вантажного судна Tsukuba Maru. Втрати невідомі, але її командир загинув. 29 травня 1945 року о 10:22 ранку десант, що складався з австралійських коммандос і американських моряків з підводного човна USS Bluegill, підняв прапор США, оголосив острів територією Сполучених Штатів і назвав його островом Bluegill. Десант знищив радіовежу, метеостанцію, склади пального і боєприпасів, кілька будівель. Вони не зустріли опору, тому що японці покинули острів до їхнього прибуття.
12 вересня 1946 року військово-морський флот Республіки Китай захопив острів Пратас і поставив гарнізон.
У січні 2007 року уряд Республіки Китай створив на атолі Пратас Національний парк атолу Дунша.